# Josef Ritler
Josef Ritler, né en 1939 à Naters, surnommé Sepp Ritler ou Seppi Ritler, est un journaliste suisse.
Après avoir travaillé 40 ans pour la gazette Blick, où il faisait des photos et des textes, il travaille comme journaliste vidéo pour la station de télévision régionale Suisse Tele Tell.

## Biographie
Josef Ritler suit l’école à Naters, puis à Brigue, dans le canton du Valais. Devant interrompre son apprentissage de maçon en raison d'une allergie au ciment, il commence une formation de photographe à Lucerne. Il travaille d'abord en indépendant pour plusieurs gazettes et pour l’armée suisse[réf. nécessaire].
Les photos qu'il prend pour l'Exposition nationale suisse de 1964 à Lausanne attirent l'attention de Blick, pour lequel il travaille ensuite pendant 40 ans, couvrant la Suisse centrale,, jusqu'à sa mise à la retraite anticipée à 64 ans. Il accepte alors une offre de la télévision régionale Tele Tell pour travailler comme journaliste vidéo.
Il est marié et vit à Ebikon.

## Prix et récompenses
- 1997 Swiss Press Foto[1]
- 2003 Prix Média Ringier

## Publications
- Josef Ritler, « Mr. Blick », dans Luzerner Woche, 7 novembre 2007.
- Josef Ritler, Josef Ritler - Titelbilder, 2007.
- Josef Ritler, Swiss Press Photo, 1997.
- Josef Ritler, GoldVreni, 1989.
- Josef Ritler, 50 Jahre Felddivision 8, 1988.
- Josef Ritler, Michi, Armando Dadò, 1984.
- Josef Ritler, Unser Gotthard, 1980.
- Josef Ritler, Blick zurück 20 Jahre Welt-und Schweizergeschichte, 1979.
- Josef Ritler, Bernhard Russi, 1971.